# Старе државе Немачке
Старе државе Немачке је жаргон који се односи на десет од шеснаест држава Савезне Републике Немачке (ФРГ) које су биле део Западне Немачке и које су се ујединиле са 5 држава Источне Немачке Демократске Републике, којима је дат термин нове државе Немачка. Употреба ове терминологије обично искључује још једну државу, Берлин, паралелну са главним градом уједињене нације која је некада била подељена, а њен западни део је повезан са Западном Немачком.
Старе државе су Баден-Виртемберг, Баварска, Бремен, Хамбург, Хесен, Доња Саксонија, Северна Рајна-Вестфалија, Рајна-Палатинат, Сарланд и Шлезвиг-Холштајн . Држава Берлин, резултат спајања Источног и Западног Берлина, обично се не сматра једном од старих држава иако је Западни Берлин био повезан са Савезном Републиком Немачком, али је њен статус био споран због Споразума четири силе о Берлину.

## Демографија
У старим државама су се и популације другачије развијале. У Баден-Виртембергу, Баварској, Хамбургу, Хесену и Шлезвиг-Холштајну становништво се стално повећавало. У Сарланду, с друге стране, становништво је стално опадало. Становништво Северне Рајне-Вестфалије (до 2004), Доње Саксоније и Рајне-Палатината (обе до 2003) је у почетку порасло, а затим поново опадало. Становништво Бремена је опадало до 2001. године, затим је порасло до 2007. године и поново почело да опада 2008. године.
Од 1980. године наталитет је релативно константан.
У старим државама су се и популације другачије развијале. У Баден-Виртембергу, Баварској, Хамбургу, Хесену и Шлезвиг-Холштајну становништво се стално повећавало. У Сарланду, с друге стране, становништво је стално опадало. Становништво Северне Рајне-Вестфалије (до 2004), Доње Саксоније и Рајне-Палатината (обе до 2003) је у почетку порасло, а затим поново опадало. Становништво Бремена је опадало до 2001. године, затим је порасло до 2007. године и поново почело да опада 2008. године.
Од 1980. године наталитет је релативно константан.

### Миграције
У бившој Западној Немачкој има више миграната него у бившој Источној Немачкој.

### Религија
Еуростатово истраживање Евробарометра из 2015. показало је да хришћани чине 81,4% укупног становништва; по конфесијама, католици су чинили 37,1%, припадници протестантских цркава су чинили 36,5%, припадници других хришћанских конфесија су били 7,2%, православци су били 0,6% становништва. Око 6,7% одрасле популације себе као агностике или невернике, док се 7,4% изјаснило као атеисти. Муслимани су чинили 2,8% укупног становништва.

### Економија
Животни стандард и годишњи приходи и даље су знатно виши у старим државама. У бившој Западној Немачкој има више прихода него у Источној.
У бившој Западној Немачкој било је више мањих фарми него у источној.
У старим државама је мање незапослених него у новим државама.

### Политика
На Западу и Западном Берлину, Унија, СПД, ФДП и Зелени су јачи, али су десничарске популистичке партије и Левица слабије него на истоку.
За разлику од Истока, не постоје 3 или 4 (од 2016.) подједнако јаке странке већ „двопартијска доминација“ СПД-а и ЦДУ-а.
Студија Универзитета у Берлину из 1998–1999. износи 13% за целу Немачку, 12% за Запад и 17% за Исток за потенцијал за регрутовање десничарских екстремиста. На савезним изборима 2017. године, АфД је достигао ~22% на Истоку и ~11% на Западу.
На Западу је у просеју већи одзив бирача.